# Gakutensoku

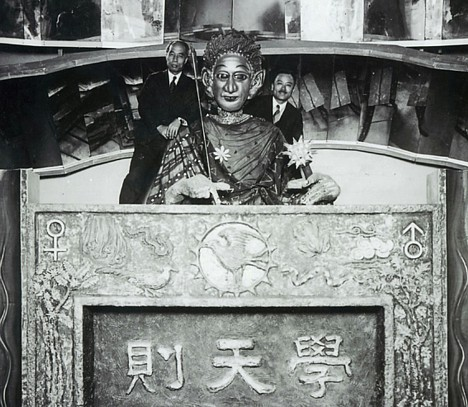
Gakutensoku et Nishimura Makoto (gauche)

Gakutensoku (學天則, « étude des lois de la nature ») serait le premier robot à avoir été construit au Japon à Osaka en 1928.

## Histoire
Le robot est conçu et fabriqué en 1928 par le biologiste Makoto Nishimura (en) (1883-1956, père de l'acteur Kō Nishimura). Nishimura est professeur à l'université impériale de Hokkaido, a étudié la boule de mousse[réf. souhaitée] et est éditorialiste au journal Osaka Mainichi (Mainichi shinbun actuel).
Gakutensoku serait le premier robot à avoir été conçu au Japon. Il a été montré au public pour la première fois lors de la Grande Exposition de Kyoto commémorant l'intronisation du nouvel empereur Hirohito. Gakutensoku est ensuite montré dans quelques expositions, mais il est perdu en Allemagne dans les années 1930[réf. souhaitée].

## Description
Gakutensoku faisait trois mètres de hauteur, et était assis devant un bureau orné de bas-reliefs du soleil, de l'eau, d'animaux, etc. Son visage est était en caoutchouc, et ses yeux, ses paupières, ses joues, sa bouche, son cou et sa poitrine s’animaient grâce à un mécanisme de pression d'air. Il pouvait ainsi changer son expression faciale, mais aussi déplacer sa tête et ses mains.
Il avait une flèche qu'il tenait comme un stylo dans sa main droite et une lampe appelée Reikantō (霊感灯, « lumière d'inspiration ») dans sa main gauche. Sur Gakutensoku se trouvait un robot en forme d'oiseau appelé Kokukyōchō (告暁鳥, « oiseau informant de l'aube »). Quand Kokukyōchō pleurait, les yeux de Gakutensoku se fermaient et il devenait songeur. Quand la lampe brillait, Gakutensoku commençait à écrire avec le stylo.

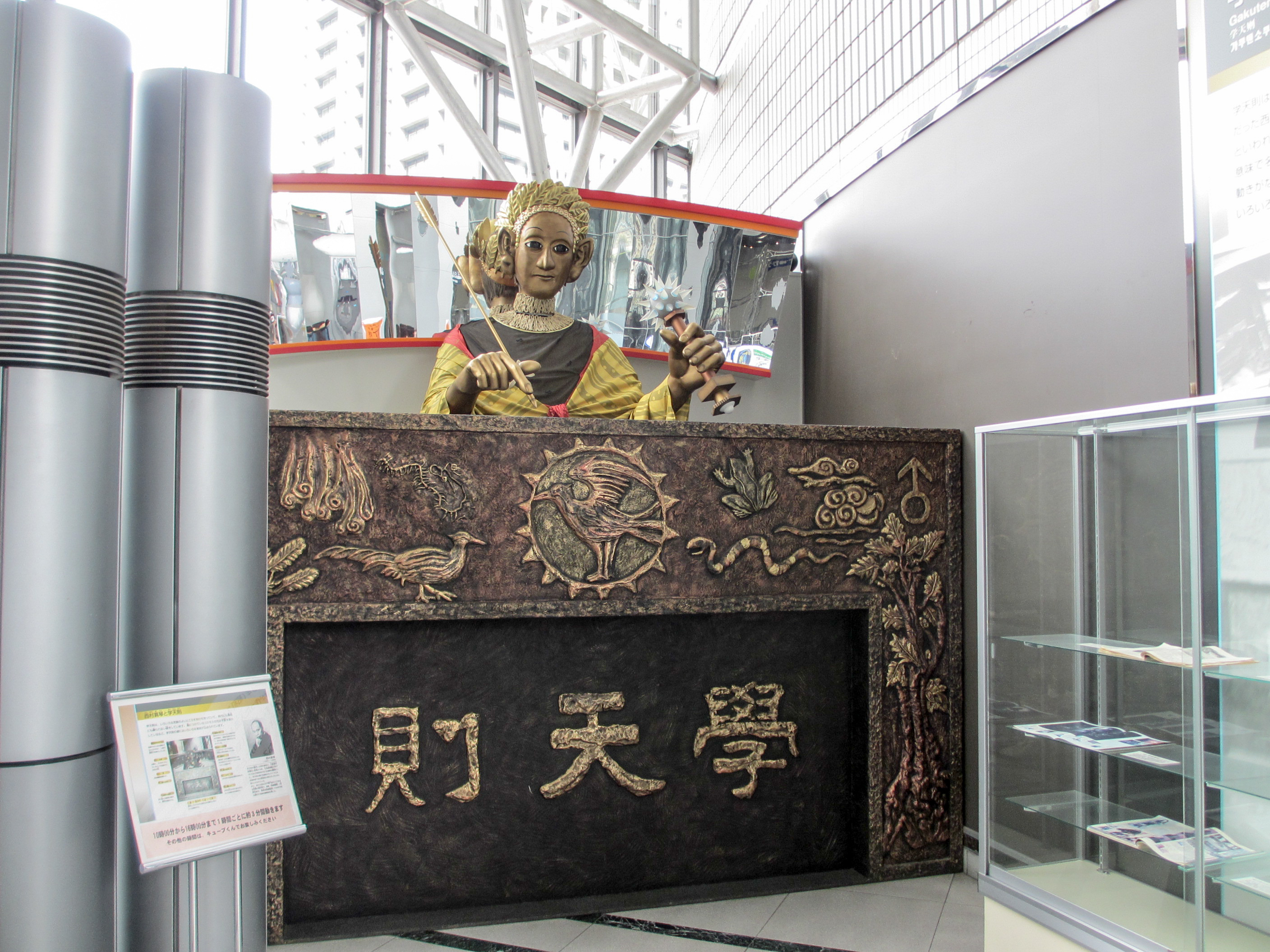
Gakutensoku au musée des sciences d'Osaka, 2012.

Une version moderne de Gakutensoku a été fabriquée en 2008 par le musée des sciences d'Osaka, où elle est actuellement exposée.

## Postérité
- Gakutensoku et son créateur, Makoto Nishimura, apparaissent dans le roman de Hiroshi Aramata (en) Teito Monogatari (1985-1989) et dans le film adapté de 1988 dans lequel son propre fils, Kō Nishimura, joue Makoto.
- Un robot semblable appelé Hisōtensoku est le personnage principal du jeu de combat Touhou Hisōtensoku de la série Touhou Project.
- L'astéroïde (9786) Gakutensoku a été baptisé du nom du robot.